# Awesomenauts
Awesomenauts  — багатокористувацький 2D платформер, що розробляється і доповнюється голландською компанією Ronimo Games з 2011 року по нині. Гра відбувається у режимі 3 гравця проти 3, і метою кожної команди є знищення бази супротивника.